# Zexmenia buphthalmiflora
Zexmenia buphthalmiflora là một loài thực vật có hoa trong họ Cúc. Loài này được (Lorentz) Ariza Esp. miêu tả khoa học đầu tiên năm 1982.